# Ildjernsflua fyr
Ildjernsflua fyr var et fyr i Indre Oslofjord som blev oprettet i 1919. Ildjernsflu er en grund ud for Ildjernet. Grunden blev afmærket med en jernstage i 1872 og i 1914 blev der opsat en lysbøje. Fyret på blev sat på et fyrskib i 1919. Fyrskibet blev erstattet af en lygte og tågeklokke i 1967.

## Reflist
1. ↑   Kulturminner på Nesodden  p. 46, Harald Lorentzen, forlaget Frifant, Oslo 1999
2. ↑  Ildjernsflua fyrskip Norsk Fyrhistorisk Forening